# Comarca de Umbuzeiro
A Comarca de Umbuzeiro é uma comarca de segunda entrância.
Faz parte da 5ª Região com sede no município de Umbuzeiro, no estado da Paraíba, Brasil, há 144 quilômetros da capital.
Também fazem parte dela os municípios de Natuba e Santa Cecília.
O número de eleitores inscritos na referida comarca é de 21 670.